# Henryk V (film 1989)
Henryk V – brytyjska adaptacja filmowa sztuki Williama Szekspira pod tym samym tytułem wyprodukowana w 1989 roku.

## Główne role
- Kenneth Branagh – Henryk V
- Paul Scofield – król Francji, Karol VI
- Emma Thompson – Katarzyna
- Judi Dench – Mistress Quickly
- Robbie Coltrane – Falstaff
- Christian Bale – Paź Falstaffa
- Derek Jacobi – Narrator
- Alec McCowen – Ely
- Brian Blessed – Exeter
- Michael Williams – Williams
- Ian Holm – Fluellen

## Fabuła
1415 rok, wojna stuletnia. Król Anglii Henryk V szykuje się do ataku na Francję. Punktem kulminacyjnym ma być bitwa pod Azincourt. Podczas starcia Anglicy mimo niezbyt licznej armii odnoszą zwycięstwo. Król Francji za pokój proponuje swoją córkę za żonę Henrykowi.

## Nagrody i nominacje
Oscary za rok 1989
- Najlepsze kostiumy – Phyllis Dalton
- Najlepszy aktor pierwszoplanowy – Kenneth Branagh (nominacja)
- Najlepszy reżyser – Kenneth Branagh (nominacja)

Nagrody BAFTA 1989
- Najlepsza reżyseria – Kenneth Branagh
- Najlepszy aktor – Kenneth Branagh (nominacja)
- Najlepsze zdjęcia – Kenneth MacMillan (nominacja)
- Najlepsze kostiumy – Phyllis Dalton (nominacja)
- Najlepszy dźwięk – Campbell Askew, David Crozier, Robin O’Donoghue (nominacja)
- Najlepsza scenografia – Tim Harvey (nominacja)

Europejska Nagroda Filmowa
- Najlepszy europejski aktor roku – Kenneth Branagh
- Najlepszy europejski reżyser roku – Kenneth Branagh
- Najlepszy młody europejski film roku – Kenneth Branagh

Stowarzyszenie Nowojorskich Krytyków Filmowych (NYFCC)
- Najlepszy debiut reżyserski – Kenneth Branagh